# Elezioni comunali nel Lazio del 1995
Le elezioni comunali nel Lazio del 1995 si tennero il 23 aprile (con ballottaggio il 7 maggio) e il 19 novembre (con ballottaggio il 3 dicembre). 

## Riepilogo dei risultati

### Voti alle coalizioni
Nella tabella riepilogativa che segue sono riportati i risultati ottenuti dai candidati sindaco delle coalizioni dei 14 comuni con più di 15.000 abitanti che hanno concorso al primo turno delle elezioni amministrative.
| Liste/Coalizioni | Liste/Coalizioni                            | Voti    | %      |
| ---------------- | ------------------------------------------- | ------- | ------ |
|                  | Polo del Buon Governo                       | 109.144 | 35,27% |
|                  | L'Ulivo                                     | 91.920  | 29,70% |
|                  | Partito Popolare Italiano e altri di Centro | 43.621  | 14,09% |
|                  | Rifondazione Comunista e altri di Sinistra  | 33.336  | 10,77% |
|                  | Alleanza Nazionale e altri di Centro-destra | 17.594  | 5,68%  |
|                  | Altri                                       | 13.880  | 4,48%  |
| Totale           | Totale                                      | 309.495 |        |

Nella tabella che segue, invece, sono riportati i risultati del secondo turno, che si è svolto in tredici dei quattordici comuni con più di 15.000 abitanti.
| Liste/Coalizioni | Liste/Coalizioni                            | Voti    | %      |
| ---------------- | ------------------------------------------- | ------- | ------ |
|                  | L'Ulivo                                     | 130.444 | 48,02% |
|                  | Polo del Buon Governo                       | 129.632 | 47,72% |
|                  | Rifondazione Comunista e altri di Sinistra  | 7.375   | 2,71%  |
|                  | Alleanza Nazionale e altri di Centro-destra | 4.199   | 1,55%  |
| Totale           | Totale                                      | 271.650 |        |

### Riepilogo sindaci uscenti ed eletti
La tabella riepiloga l'amministrazione uscente e quella eletta nei 14 comuni con più di 15.000 abitanti della Lazio al voto.
| Comune              | Sindaco uscente | Sindaco uscente               | Sindaco eletto | Sindaco eletto           |
| ------------------- | --------------- | ----------------------------- | -------------- | ------------------------ |
| Frosinone           |                 | Sandro Lunghi (DC)            |                | Paolo Fanelli (FI)       |
| Veroli              |                 | Carlo Fiorini (DC)            |                | Danilo Campanari (PDS)   |
| Aprilia             |                 | Rosario Raco (PDS)            |                | Gianni Cosmi (PPI)       |
| Cisterna di Latina  |                 | Tonino Del Giovine (DC)       |                | Umberto Salvatori (FI)   |
| Minturno            |                 | Vito Romano (PLI)             |                | Paolo Graziano (FI)      |
| Anzio               |                 | Giuseppe Tarisciotti (PSI)    |                | Stefano Bertollini (IND) |
| Ardea               |                 | Antonio Paolo Cogliandro (DC) |                | Tiziana Bartolini (IND)  |
| Frascati            |                 | Roberto Eroli (DC)            |                | Enrico Molinari (IND)    |
| Guidonia Montecelio |                 | Umberto Ferrucci (DC)         |                | Teresa Bonelli (FI)      |
| Monterotondo        |                 | Carlo Lucherini (PDS)         |                | Carlo Lucherini (PDS)    |
| Nettuno             |                 | Giuseppe Monaco (DC)          |                | Carlo Conte (PDS)        |
| Palestrina          |                 | Enrico Diacetti (DC)          |                | Enrico Diacetti (IND)    |
| Civita Castellana   |                 | Ermanno Santini (PDS)         |                | Ermanno Santini (PDS)    |
| Viterbo             |                 | Giuseppe Fioroni (DC)         |                | Marcello Meroi (AN)      |

### Voti alle liste
La tabella riepilogativa riassume i voti alle principali liste nazionali nei 10 comuni laziali con più di 15.000 abitanti.
| Lista  | Lista                              | Voti    | %     |
| ------ | ---------------------------------- | ------- | ----- |
|        | Alleanza Nazionale                 | 53.907  | 18,28 |
|        | Partito Democratico della Sinistra | 49.860  | 16,91 |
|        | Forza Italia                       | 49.767  | 16,91 |
|        | Partito Popolare Italiano          | 27.593  | 9,36  |
|        | Centro Cristiano Democratico       | 20.561  | 6,97  |
|        | Rifondazione Comunista             | 16.645  | 5,65  |
| Totale | Totale                             | 294.840 |       |

| Provincia | Comune              | Liste  | Liste  | Liste  | Liste  | Liste  | Liste  | Liste |
| Provincia | Comune              | PRC    | PDS    | PPI    | CCD    | FI     | AN     |       |
| --------- | ------------------- | ------ | ------ | ------ | ------ | ------ | ------ | ----- |
| Provincia | Comune              |        |        |        |        |        |        |       |
| Frosinone | Frosinone           | 3,84%  | 11,67% | 7,15%  | 5,88%  | 22,80% | 17,07% |       |
| Frosinone | Veroli              | 5,90%  | 36,18% | 11,22% | N.D.   | 10,00% | 13,99% |       |
| Latina    | Aprilia             | 5,48%  | 15,44% | 11,14% | 6,70%  | 18,23% | 14,66% |       |
| Latina    | Cisterna di Latina  | N.D.   | 18,02% | N.D.   | 12,04  | 28,70% | 19,97% |       |
| Latina    | Minturno            | 2,02%  | 7,47%  | 5,71%  | 7,56%  | 25,68% | 13,90% |       |
| Roma      | Anzio               | 5,17%  | 7,71%  | 7,75%  | 5,98%  | 13,45% | 19,68% |       |
| Roma      | Ardea               | 9,21%  | 11,45% | 8,31%  | 6,23%  | 12,84% | 19,73% |       |
| Roma      | Frascati            | 6,42%  | 18,09% | 16,33% | 19,57% | 19,57% | 15,63% |       |
| Roma      | Guidonia Montecelio | 7,42%  | 18,16% | 5,83%  | 9,20%  | 14,35% | 21,42% |       |
| Roma      | Monterotondo        | 7,23%  | 30,58% | 3,65%  | 15,40% | 15,40% | 20,61% |       |
| Roma      | Nettuno             | 6,75%  | 10,36% | 4,43%  | 9,54%  | 13,27% | 17,35% |       |
| Roma      | Palestrina          | N.D.   | 17,01% | 18,72% | N.D.   | 9,67%  | 18,05% |       |
| Viterbo   | Civita Castellana   | 16,64% | 36,37% | 10,10% | 30,60% | 30,60% | 30,60% |       |
| Viterbo   | Viterbo             | 5,23%  | 15,88% | 20,67% | 11,12% | 16,69% | 21,93% |       |

## Elezioni dell'aprile 1995

### Roma

#### Anzio
| Candidati e Liste                  | Voti   | %     | Seggi |
| ---------------------------------- | ------ | ----- | ----- |
| Stefano Bertollini                 | 8.441  | 33,74 | -     |
| Alleanza Nazionale                 | 4.595  | 19,68 | 11    |
| Forza Italia                       | 3.139  | 13,45 | 7     |
| Luciano Marigliani                 | 5.051  | 20,19 | 1     |
| Partito Popolare Italiano          | 1.810  | 7,75  | 2     |
| Partito Democratico della Sinistra | 1.800  | 7,71  | 1     |
| Insieme per Cambiare               | 1.046  | 4,48  | 1     |
| Partito Repubblicano Italiano      | 582    | 2,49  | -     |
| Sergio Mangili                     | 3.177  | 12,70 | 1     |
| Progetto Anzio                     | 1.536  | 6,58  | 1     |
| Progressisti per Anzio             | 1.037  | 4,44  | -     |
| Elio Castaldi                      | 2.000  | 7,99  | 1     |
| Lista Civica di Centro             | 911    | 3,90  | -     |
| Lista Civica di Centro             | 489    | 2,09  | -     |
| Alleanza popolare                  | 469    | 2,01  | -     |
| Giuseppe Tarisciotti               | 1.998  | 7,99  | 1     |
| Patto dei Democratici              | 1.765  | 7,56  | -     |
| Marco Garzia                       | 1.526  | 6,10  | 1     |
| Centro Cristiano Democratico       | 1.395  | 5,98  | -     |
| Cesare Puccillo                    | 1.489  | 5,95  | 1     |
| Anzio Anch'io                      | 1.357  | 5,81  | -     |
| Mauro Vanzi                        | 1.162  | 4,65  | 1     |
| Rifondazione Comunista             | 1.207  | 5,17  | -     |
| Giorgio Moscatelli                 | 172    | 0,69  | -     |
| Lega Italia Federale               | 206    | 0,88  | -     |
| Totale alle liste                  | 23.344 | 100   | 23    |
| TOTALE                             | 25.016 | 100   | 30    |

#### Ardea
| Candidati e Liste                  | Voti   | %     | Seggi |
| ---------------------------------- | ------ | ----- | ----- |
| Tiziana Bartolini                  | 3.870  | 25,71 | -     |
| Rifondazione Comunista             | 1.291  | 9,21  | 5     |
| Nuova Florida                      | 939    | 6,70  | 4     |
| Nova Ardea                         | 458    | 3,27  | 2     |
| Alleanza Popolare                  | 368    | 2,63  | 1     |
| Cesare Augusto Persechino          | 5.064  | 33,64 | 1     |
| Alleanza Nazionale                 | 2.765  | 19,73 | 2     |
| Forza Italia                       | 1.800  | 12,84 | 1     |
| Socialdemocrazia Liberale Europea  | 336    | 2,40  | -     |
| Unione di Centro                   | 306    | 2,18  | -     |
| Nello D'Amario                     | 3.265  | 21,69 | 1     |
| Partito Democratico della Sinistra | 1.605  | 11,45 | 1     |
| Insieme per Ardea                  | 817    | 5,83  | -     |
| Partito Repubblicano Italiano      | 437    | 3,12  | -     |
| Cristiano Sociali                  | 191    | 1,36  | -     |
| Alberto Picca                      | 2.856  | 18,97 | 1     |
| Partito Popolare Italiano          | 1.165  | 8,31  | 1     |
| Centro Cristiano Democratico       | 877    | 6,26  | -     |
| Polo Popolare Ardeatino            | 487    | 3,47  | -     |
| Patto dei Democratici              | 173    | 1,23  | -     |
| Totale alle liste                  | 14.015 | 100   | 17    |
| TOTALE                             | 15.055 | 100   | 20    |

#### Frascati
| Candidati e Liste                               | Voti   | %     | Seggi |
| ----------------------------------------------- | ------ | ----- | ----- |
| Enrico Molinari                                 | 5.011  | 35,14 | -     |
| Partito Democratico della Sinistra              | 1.927  | 18,09 | 7     |
| Partecipazione e Solidarietà                    | 855    | 8,03  | 3     |
| Rifondazione Comunista                          | 684    | 6,42  | 2     |
| Giuliana Ricottini                              | 5.295  | 37,13 | 1     |
| Forza Italia-Centro Cristiano Democratico       | 2.084  | 19,57 | 2     |
| Alleanza Nazionale                              | 1.665  | 15,63 | 1     |
| Polo per Frascati                               | 469    | 4,40  | -     |
| Roberto Eroli                                   | 2.126  | 14,91 | 1     |
| Partito Popolare Italiano                       | 1.739  | 16,33 | 1     |
| Riccardo Nazario Agrusti                        | 1.303  | 9,14  | 1     |
| Federazione dei Verdi                           | 470    | 4,41  | -     |
| Alleanza Tuscolana                              | 462    | 4,34  | -     |
| Bernardo Iodice                                 | 526    | 3,69  | -     |
| Movimento Sociale Fiamma Tricolore per Frascati | 296    | 2,78  | -     |
| Totale alle liste                               | 10.651 | 100   | 17    |
| TOTALE                                          | 14.261 | 100   | 20    |

#### Guidonia Montecelio
| Candidati e Liste                       | Voti   | %     | Seggi |
| --------------------------------------- | ------ | ----- | ----- |
| Teresa Bonelli                          | 17.619 | 44,21 | -     |
| Alleanza Nazionale                      | 8.090  | 21,42 | 9     |
| Forza Italia                            | 5.420  | 14,35 | 6     |
| Centro Cristiano Democratico            | 3.476  | 9,20  | 3     |
| Antonino Novacco                        | 12.784 | 32,08 | 1     |
| Partito Democratico della Sinistra      | 6.857  | 18,16 | 5     |
| Rifondazione Comunista                  | 2.803  | 7,42  | 2     |
| Democratici e Popolari                  | 1.179  | 3,12  | -     |
| Federazione dei Verdi                   | 915    | 2,42  | -     |
| L'Alternativa                           | 366    | 0,97  | -     |
| Umberto Ferrucci                        | 6.317  | 15,85 | 1     |
| Alleanza Progressista                   | 2.531  | 6,70  | 1     |
| Partito Popolare Italiano               | 2.201  | 5,83  | 1     |
| Socialisti Laici-Sinistra delle Libertà | 668    | 1,77  | -     |
| Cesare Lanciani                         | 1.909  | 4,79  | 1     |
| Lista Pannella - Riformatori            | 2.083  | 5,52  | -     |
| Vincenzo Mattei                         | 838    | 2,10  | -     |
| Patto dei Democratici                   | 799    | 2,12  | -     |
| Paolo Arturo Paoloni                    | 385    | 0,97  |       |
| Contiamoci per Contare                  | 381    | 1,01  | -     |
| Totale alle liste                       | 37.769 | 100   | 27    |
| TOTALE                                  | 39.852 | 100   | 30    |

#### Monterotondo
| Candidati e Liste                                       | Voti   | %     | Seggi |
| ------------------------------------------------------- | ------ | ----- | ----- |
| Carlo Lucherini                                         | 7.093  | 33,97 | -     |
| Partito Democratico della Sinistra                      | 6.055  | 30,58 | 14    |
| Popolari-Centro Democratico per Monterotondo            | 722    | 3,65  | 1     |
| Marco Di Andrea                                         | 4.136  | 19,81 | 1     |
| Alleanza Nazionale                                      | 4.081  | 20,61 | 4     |
| Tommaso Belli                                           | 3.791  | 18,16 | 1     |
| Rifondazione Comunista                                  | 1.431  | 7,23  | 1     |
| Patto dei Democratici                                   | 1.234  | 6,23  | 2     |
| Federazione dei Verdi                                   | 565    | 2,85  | -     |
| Donato D'Angelo                                         | 3.377  | 16,17 | 1     |
| Forza Italia-Centro Cristiano Democratico-Polo Popolare | 3.048  | 15,40 | 3     |
| Insieme                                                 | 286    | 1,44  | -     |
| Mauro Leonardi                                          | 1.105  | 5,29  | 1     |
| Aria Nuova                                              | 1.025  | 5,18  | -     |
| Antonio Lupi                                            | 1.011  | 4,84  | 1     |
| Insieme per Monterotondo                                | 992    | 5,01  | -     |
| Filippo Ginesi                                          | 365    | 1,75  | -     |
| Rinascita Eterina                                       | 359    | 1,81  | -     |
| Totale alle liste                                       | 19.798 | 100   | 25    |
| TOTALE                                                  | 20.878 | 100   | 30    |

1. 1 2  Apparentamento al secondo turno con il candidato Carlo Lucherini.

#### Nettuno
| Candidati e Liste                                  | Voti   | %     | Seggi |
| -------------------------------------------------- | ------ | ----- | ----- |
| Carlo Conte                                        | 5.021  | 20,18 | -     |
| Partito Democratico della Sinistra                 | 2.410  | 10,36 | 10    |
| Rifondazione Comunista                             | 1.571  | 6,75  | 7     |
| Federazione dei Verdi                              | 382    | 1,64  | 1     |
| Domenico Kappler                                   | 6.576  | 26,42 | 1     |
| Alleanza Nazionale                                 | 4.037  | 17,35 | 3     |
| Centro Cristiano Democratico                       | 2.220  | 9,54  | 1     |
| Alleanza Popolare                                  | 362    | 1,56  | -     |
| Carlo Eufemi                                       | 4.689  | 18,84 | 1     |
| Partito Repubblicano Italiano-Impegno per la Città | 1.381  | 5,94  | 1     |
| Liberal Democrazia                                 | 1.150  | 4,94  | 1     |
| Popolari                                           | 1.030  | 4,43  | -     |
| Nettuno Futura                                     | 860    | 3,70  | -     |
| Luciana Della Fornace                              | 3.260  | 13,10 | 1     |
| Forza Italia                                       | 3.087  | 13,27 | 1     |
| Vittorio Marzoli                                   | 2.237  | 8,99  | 1     |
| Nuova Nettuno                                      | 1.184  | 5,09  | -     |
| Patto dei Democratici                              | 586    | 2,52  | -     |
| Giuseppe Giallongo                                 | 1.359  | 5,46  | 1     |
| Patto per Nettuno-Cattolici Democratici            | 1.267  | 5,45  | -     |
| Cesare Tomasi                                      | 1.129  | 4,54  | -     |
| Movimento Cittadino Nettuno Insieme                | 1.210  | 5,20  | -     |
| Marcello Armocida                                  | 615    | 2,47  | -     |
| Movimento Sociale Fiamma Tricolore                 | 529    | 2,27  | -     |
| Totale alle liste                                  | 23.266 | 100   | 25    |
| TOTALE                                             | 24.886 | 100   | 30    |

#### Palestrina
| Candidati e Liste                  | Voti   | %     | Seggi |
| ---------------------------------- | ------ | ----- | ----- |
| Enrico Diacetti                    | 2.373  | 21,02 | -     |
| Lista Civica di Centro             | 1.760  | 16,50 | 5     |
| Lista Civica di Centro             | 371    | 3,48  | 1     |
| Giuseppe Briccetti                 | 3.072  | 27,22 | 1     |
| Alleanza Nazionale                 | 1.925  | 18,05 | 2     |
| Forza Italia                       | 1.031  | 9,67  | -     |
| Giuseppe Marchetti                 | 2.092  | 18,53 | 1     |
| Popolari                           | 1.996  | 18,72 | 2     |
| Ugo Gremigni                       | 1.929  | 17,09 | 1     |
| Partito Democratico della Sinistra | 1.814  | 17,01 | 5     |
| Benedetto Cilia                    | 1.027  | 9,10  | 1     |
| Lista Civica                       | 775    | 7,27  | -     |
| Lista Civica                       | 238    | 2,23  | -     |
| Umberto Croppi                     | 674    | 5,97  |       |
| Lista Civica                       | 342    | 3,21  | -     |
| Lista Civica                       | 292    | 2,74  | -     |
| Umberto Chialastri                 | 120    | 1,06  | -     |
| Movimento Sociale Fiamma Tricolore | 120    | 1,13  | -     |
| Totale alle liste                  | 10.664 | 100   | 16    |
| TOTALE                             | 11.287 | 100   | 20    |

### Frosinone

#### Frosinone
| Candidati                     | Candidati                | II turno             | II turno          | I turno | I turno | Liste                                | Voti   | %     | Seggi |
| Candidati                     | Candidati                | Voti                 | %                 | Voti    | %       | Liste                                | Voti   | %     | Seggi |
| ----------------------------- | ------------------------ | -------------------- | ----------------- | ------- | ------- | ------------------------------------ | ------ | ----- | ----- |
|                               | Paolo Fanelli ✔️ Sindaco | 15 888               | 52,17             | 13 750  | 43,51   | Forza Italia                         | 6 772  | 22,80 | 12    |
| Alleanza Nazionale            | Paolo Fanelli ✔️ Sindaco | 15 888               | 52,17             | 13 750  | 43,51   | 5 071                                | 17,07  | 9     |       |
| Centro Cristiano Democratico  | Paolo Fanelli ✔️ Sindaco | 15 888               | 52,17             | 13 750  | 43,51   | 1 748                                | 5,88   | 3     |       |
|                               | Gian Franco Schietroma   | 14 568               | 47,83             | 10 274  | 32,51   | Partito Democratico della Sinistra   | 3 467  | 11,67 | 4     |
| Federazione Laburista - PSDI  | Gian Franco Schietroma   | 14 568               | 47,83             | 10 274  | 32,51   | 3 144                                | 10,58  | 3     |       |
| Popolari                      | Gian Franco Schietroma   | 14 568               | 47,83             | 10 274  | 32,51   | 2 124                                | 7,15   | 2     |       |
| Federazione dei Verdi         | Gian Franco Schietroma   | 14 568               | 47,83             | 10 274  | 32,51   | 687                                  | 2,31   | –     |       |
| Seggio di coalizione          | Seggio di coalizione     | Seggio di coalizione | 47,83             | 10 274  | 32,51   | 1                                    |        |       |       |
|                               | Sandro Lunghi            | Sandro Lunghi        | Sandro Lunghi     | 3 064   | 9,70    | Lista Civica                         | 2 401  | 8,08  | 1     |
| Seggio di coalizione          | Seggio di coalizione     | Seggio di coalizione | Sandro Lunghi     | 3 064   | 9,70    | 1                                    |        |       |       |
|                               | Nicola Ottaviani         | Nicola Ottaviani     | Nicola Ottaviani  | 2 100   | 6,65    | Movimento Costituente                | 1 846  | 6,21  | 1     |
| Seggio di coalizione          | Seggio di coalizione     | Seggio di coalizione | Nicola Ottaviani  | 2 100   | 6,65    | 1                                    |        |       |       |
|                               | Antonio Chiappini        | Antonio Chiappini    | Antonio Chiappini | 1 211   | 3,83    | Lista Civica                         | 1 183  | 3,98  | –     |
| Seggio di coalizione          | Seggio di coalizione     | Seggio di coalizione | Antonio Chiappini | 1 211   | 3,83    | 1                                    |        |       |       |
|                               | Paolo Pilozzi            | Paolo Pilozzi        | Paolo Pilozzi     | 1 067   | 3,38    | Partito della Rifondazione Comunista | 1 142  | 3,84  | –     |
| Seggio di coalizione          | Seggio di coalizione     | Seggio di coalizione | Paolo Pilozzi     | 1 067   | 3,38    | 1                                    |        |       |       |
|                               | Laura Franconetti        | Laura Franconetti    | Laura Franconetti | 136     | 0,43    | Lega Italia Federale                 | 123    | 0,41  | –     |
| Totale                        | Totale                   | 30 456               | 100               | 31 602  | 100     |                                      | 29 708 | 100   | 40    |
|                               |                          |                      |                   |         |         |                                      |        |       |       |
| Fonte: Ministero dell'interno |                          |                      |                   |         |         |                                      |        |       |       |

#### Veroli
| Candidati e Liste                  | Voti   | %     | Seggi |
| ---------------------------------- | ------ | ----- | ----- |
| Danilo Campanari                   | 6.884  | 52,60 | -     |
| Partito Democratico della Sinistra | 4.468  | 36,18 | 9     |
| Uniti per Veroli                   | 1.129  | 9,14  | 2     |
| Rifondazione Comunista             | 728    | 5,90  | 1     |
| Giuseppe Mignardi                  | 3.288  | 25,12 | 1     |
| Polo Verolano                      | 1.675  | 13,66 | 2     |
| Popolari e Democratici per Veroli  | 1.386  | 11,22 | 1     |
| Celestino Iannucci                 | 1.685  | 12,87 | 1     |
| Alleanza Nazionale                 | 1.728  | 13,99 | 1     |
| Massimo Uccioli                    | 1.231  | 9,41  | 1     |
| Forza Italia                       | 1.235  | 10,00 | 1     |
| Totale alle liste                  | 12.349 | 100   | 17    |
| TOTALE                             | 13.088 | 100   | 20    |

### Latina

#### Aprilia
| Candidati e Liste                  | Voti   | %     | Seggi |
| ---------------------------------- | ------ | ----- | ----- |
| Gianni Cosmi                       | 11.315 | 32,85 | -     |
| Partito Democratico della Sinistra | 4.920  | 15,44 | 9     |
| Popolari                           | 3.550  | 11,14 | 6     |
| Progetto per Aprilia               | 2.036  | 6,39  | 3     |
| Aprilia per Aprilia                | 379    | 1,19  | -     |
| Edoardo Orsini                     | 12.052 | 34,99 | 1     |
| Forza Italia                       | 5.810  | 18,23 | 4     |
| Alleanza Nazionale                 | 4.672  | 14,66 | 3     |
| Unione di Centro                   | 651    | 2,04  | -     |
| Partito Popolare Italiano          | 618    | 1,94  | -     |
| Lista Pannella-Riformatori         | 252    | 0,79  | -     |
| Luigi Meddi                        | 5.747  | 16,88 | 1     |
| Patto dei Democratici              | 2.737  | 8,59  | 1     |
| Democratici per Aprilia            | 962    | 3,02  | -     |
| Giuseppe Siragusa                  | 2.010  | 5,83  | 1     |
| Centro Cristiano Democratico       | 2.134  | 6,70  | -     |
| Angelo Severin                     | 1.935  | 5,62  | 1     |
| Rifondazione Comunista             | 1.745  | 5,48  | -     |
| Vincenzo Castrillo                 | 1.390  | 4,03  | -     |
| Federazione dei Verdi              | 1.398  | 4,39  | -     |
| Totale alle liste                  | 31.864 | 100   | 26    |
| TOTALE                             | 34.449 | 100   | 30    |

#### Cisterna di Latina
| Candidati e Liste              | Voti   | %     | Seggi |
| ------------------------------ | ------ | ----- | ----- |
| Umberto Salvatori              | 10.154 | 48,57 | -     |
| Forza Italia                   | 5.635  | 28,70 | 11    |
| Alleanza Nazionale             | 3.920  | 19,97 | 7     |
| Eugenio Fioramonti             | 6.394  | 30,59 | 1     |
| Progressisti                   | 3.538  | 18,02 | 4     |
| Alleanza per Cisterna-Popolari | 2.385  | 12,15 | 3     |
| Felice Paliani                 | 2.417  | 11,56 | 1     |
| Centro Cristiano Democratico   | 2.363  | 12,04 | 2     |
| Alfio Cicchitti                | 948    | 4,53  | 1     |
| Vivere Cisterna                | 959    | 4,88  | -     |
| Liberatore Di Leo              | 489    | 2,34  | -     |
| Unione di Centro               | 465    | 2,37  | -     |
| Adolfo Marini                  | 315    | 1,51  |       |
| Lista Pannella - Riformatori   | 192    | 0,98  | -     |
| Antonio Angeletti              | 188    | 0,90  |       |
| Lega Italia Federale           | 176    | 0,90  | -     |
| Totale alle liste              | 19.633 | 100   | 27    |
| TOTALE                         | 20.905 | 100   | 30    |

### Viterbo

#### Viterbo
| Candidati                            | Candidati                 | II turno             | II turno             | I turno | I turno | Liste                              | Voti   | %     | Seggi |
| Candidati                            | Candidati                 | Voti                 | %                    | Voti    | %       | Liste                              | Voti   | %     | Seggi |
| ------------------------------------ | ------------------------- | -------------------- | -------------------- | ------- | ------- | ---------------------------------- | ------ | ----- | ----- |
|                                      | Marcello Meroi ✔️ Sindaco | 21 999               | 56,14                | 17 014  | 40,51   | Alleanza Nazionale                 | 8 625  | 21,93 | 14    |
| Forza Italia                         | Marcello Meroi ✔️ Sindaco | 21 999               | 56,14                | 17 014  | 40,51   | 6 563                              | 16,69  | 10    |       |
| Viva Viterbo                         | Marcello Meroi ✔️ Sindaco | 21 999               | 56,14                | 17 014  | 40,51   | 486                                | 1,24   | –     |       |
|                                      | Enrico Mezzetti           | 17 185               | 43,86                | 9 666   | 23,02   | Partito Democratico della Sinistra | 6 244  | 15,88 | 4     |
| Partito della Rifondazione Comunista | Enrico Mezzetti           | 17 185               | 43,86                | 9 666   | 23,02   | 2 056                              | 5,23   | 1     |       |
| Federazione dei Verdi                | Enrico Mezzetti           | 17 185               | 43,86                | 9 666   | 23,02   | 422                                | 1,07   | –     |       |
| Seggio di coalizione                 | Seggio di coalizione      | Seggio di coalizione | 43,86                | 9 666   | 23,02   | 1                                  |        |       |       |
|                                      | Giuseppe Fioroni          | Giuseppe Fioroni     | Giuseppe Fioroni     | 8 539   | 20,33   | Popolari                           | 8 128  | 20,67 | 5     |
| Seggio di coalizione                 | Seggio di coalizione      | Seggio di coalizione | Giuseppe Fioroni     | 8 539   | 20,33   | 1                                  |        |       |       |
|                                      | Silvio Ascenzi            | Silvio Ascenzi       | Silvio Ascenzi       | 4 770   | 11,36   | Centro Cristiano Democratico       | 4 374  | 11,12 | 2     |
| Seggio di coalizione                 | Seggio di coalizione      | Seggio di coalizione | Silvio Ascenzi       | 4 770   | 11,36   | 1                                  |        |       |       |
|                                      | Pierluigi Occhini         | Pierluigi Occhini    | Pierluigi Occhini    | 1 034   | 2,46    | Sì a Viterbo (A)                   | 1 351  | 3,44  | –     |
| Seggio di coalizione                 | Seggio di coalizione      | Seggio di coalizione | Pierluigi Occhini    | 1 034   | 2,46    | 1                                  |        |       |       |
|                                      | Paolo Bettini             | Paolo Bettini        | Paolo Bettini        | 624     | 1,49    | Primavera Viterbese                | 729    | 1,85  | –     |
|                                      | Francesco Grattarola      | Francesco Grattarola | Francesco Grattarola | 351     | 0,84    | Lista Pannella - Riformatori       | 352    | 0,89  | –     |
| Totale                               | Totale                    | 39 184               | 100                  | 41 998  | 100     |                                    | 39 330 | 100   | 40    |
|                                      |                           |                      |                      |         |         |                                    |        |       |       |
| Fonte: Ministero dell'interno        |                           |                      |                      |         |         |                                    |        |       |       |

#### Civita Castellana
| Candidati e Liste                                                                | Voti   | %     | Seggi |
| -------------------------------------------------------------------------------- | ------ | ----- | ----- |
| Ermanno Santini                                                                  | 4.345  | 40,22 | -     |
| Partito Democratico della Sinistra                                               | 3.813  | 36,37 | 11    |
| Federazione dei Verdi                                                            | 347    | 3,31  | 1     |
| Ermanno Nelli                                                                    | 3.311  | 30,65 | 1     |
| Forza Italia-Centro Cristiano Democratico-Alleanza Nazionale-Alleanza Civitonica | 3.208  | 30,60 | 4     |
| Calogero Drogo                                                                   | 1.782  | 16,49 | 1     |
| Rifondazione Comunista                                                           | 1.745  | 16,64 | 1     |
| Antonio Scarinci                                                                 | 1.051  | 9,73  | 1     |
| Partito Popolare Italiano                                                        | 1.059  | 10,10 | -     |
| Angelo Pescitelli                                                                | 315    | 2,92  |       |
| Il Ponte                                                                         | 312    | 2,98  | -     |
| Totale alle liste                                                                | 10.484 | 100   | 17    |
| TOTALE                                                                           | 10.804 | 100   | 20    |

## Elezioni del novembre 1995

### Latina

#### Minturno
| Candidati e Liste                                 | Voti   | %     | Seggi |
| ------------------------------------------------- | ------ | ----- | ----- |
| Paolo Graziano                                    | 5.504  | 44,00 | -     |
| Forza Italia                                      | 3.073  | 25,68 | 7     |
| Minturno Domani                                   | 1.443  | 12,06 | 3     |
| Centro Cristiano Democratico                      | 904    | 7,56  | 2     |
| Bernardino Artone                                 | 2.988  | 23,88 | 1     |
| Alleanza Nazionale                                | 1.663  | 13,90 | 2     |
| Cristiani Democratici Uniti                       | 870    | 7,27  | 1     |
| Città Insieme                                     | 814    | 6,80  | 1     |
| Giuseppe Russo                                    | 2.888  | 23,09 | 1     |
| Partito Democratico della Sinistra                | 942    | 7,47  | 1     |
| Partito Popolare Italiano                         | 683    | 5,71  | 1     |
| Insieme per Minturno                              | 517    | 4,32  | -     |
| Rifondazione Comunista                            | 242    | 2,02  | -     |
| Alessandro Sparagna                               | 921    | 7,36  | -     |
| Federazione dei Verdi-Cristiano Sociali-Laburisti | 342    | 2,86  | -     |
| Iniziativa Popolare                               | 326    | 2,72  | -     |
| Gerardo Conza                                     | 209    | 1,67  | -     |
| Lega Italia Federale                              | 146    | 1,22  | -     |
| Totale alle liste                                 | 11.965 | 100   | 18    |
| TOTALE                                            | 12.510 | 100   | 20    |